# Incilius peripatetes
Incilius peripatetes is een kikker uit de familie padden (Bufonidae).
De soort werd voor het eerst wetenschappelijk beschreven door Jay Mathers Savage in 1972. Oorspronkelijk werd de wetenschappelijke naam Bufo peripatetes gebruikt en later werd de soort tot de geslachten Cranopsis en Ollotis gerekend.

## Verspreiding en habitat
De kikker leeft in delen van Midden-Amerika en komt endemisch voor in Panama. Deze soort is bekend van slechts twee locaties in Panama: Internationaal park La Amistad in een grensregio van Chiriquí en Bocas del Toro en bij de Cerro Bollo in het westelijke deel van de Cordillera Central. Incilius peripatetes leeft in bergbossen tussen de 1500 en 1850 meter hoogte. Chytridiomycose vormt een belangrijke bedreiging. De soort is momenteel door de IUCN als kritiek geclassificeerd.